# Лестьенн, Максим
Макси́м Кристоф Лестье́нн (фр. Maxime Christophe Lestienne; 17 июня 1992, Мускрон, Бельгия) — бельгийский футболист, полузащитник клуба «Лайон Сити Сейлорс».

## Клубная карьера

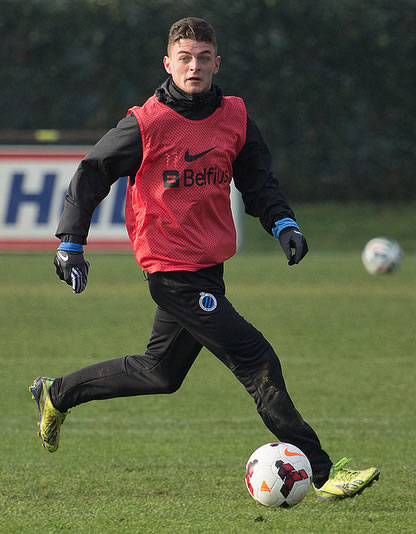
Лестьенн на тренировке «Брюгге»

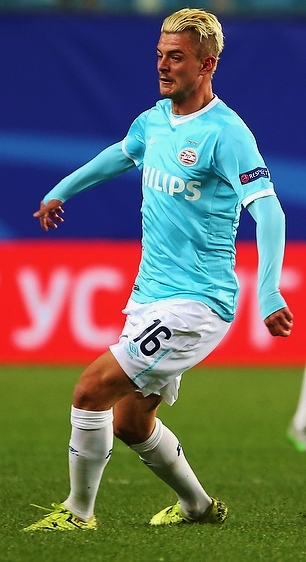
Лестьенн в составе ПСВ

Лестьенн — воспитанник клуба «Мускрон». Футболом начал заниматься с 4 лет. Пройдя все стадии обучения в системе клуба «Мускрон», вошёл в молодёжный состав команды, нередко тренируясь с основной. 20 декабря 2008 года в матче против «Брюгге» он дебютировал Жюпиле лиге. Позже в рамках первенства игрок получил ещё немного времени, но от регулярной игры в стартовом составе был ещё далек.
В следующем сезоне тренерский штаб стал чаще доверять талантливому футболисту, и в течение всего первенства можно было часто увидеть в заявке на матч Лестьенна. За «Мускрон» бельгиец отыграл в том году 18 встреч. После банкротства клуба мог перейти бесплатно в английский «Эвертон», но в конечном итоге 6 января 2010 года выбрал «Брюгге». Дебютировав в конце января в рамках кубковой встречи против «Гента», уже 31 марта открыл счёт голам за команду — в поединке с «Кортрейком» бельгиец забил один из трёх голов. 16 февраля 2012 года в матче Лиги Европы против немецкого «Ганновер 96» он забил гол.
В сезоне 2011/12 Лестьенн стал одним из ключевых игроков команды, регулярно выходя в стартовом составе. В составе «Брюгге» дважды стал серебряным призёром чемпионата Бельгии. Осенью 2013 года московский ЦСКА был готов заплатить за Лестьенна € 12 млн, но клуб отклонил это предложение. Отыграл ещё два сезона за «Брюгге».
Летом 2014 года права на футболиста приобрели инвесторы из Катара клуба «Аль-Араби» и отдали его в аренду в итальянский «Дженоа». 21 сентября в матче против «Лацио» Лестьенн дебютировал в итальянской Серии A, заменив во втором тайме Юрая Куцку. 23 мая 2015 года в поединке против «Интера» он забил свой первый гол за «Дженоа». Всего за время игры в «Дженоа» принял участие в 24 встречах, отдав три результативных передачи.
Летом 2015 года на правах аренды перешёл в нидерландский ПСВ. 11 августа в матче против «АДО Ден Хааг» он дебютировал в Эредивизи. 30 августа в поединке против «Фейеноорда» Лестьенн забил свой первый гол за ПСВ. 30 сентября в матче Лиги чемпионом против российского ЦСКА сделал «дубль». В составе ПСВ он стал чемпионом и обладателем Суперкубка Нидерландов.
Летом 2016 года Лестьенн перешёл в российский «Рубин», подписав с клубом контракт на четыре года. Продолжительное время его не могли внести в заявку из-за проблем с документами. 12 сентября в матче против «Урала» он дебютировал в РФПЛ, заменив во втором тайме Жонатаса. В этом же поединке Лестьенн забил свой первый гол за команду.
31 января 2018 года было объявлено о переходе Лестьенна в испанскую «Малагу». 25 июля 2018 года Лестьенн вернулся в Бельгию, подписав контракт со «Стандардом».

## Карьера в сборной
К матчам национальной сборной различной возрастной категории привлекался с 2007 года.
В 2011 году Лестьенн в составе юношеской сборной Бельгии принял участие в юношеском чемпионате Европы в Румынии. На турнире он сыграл в матчах против команд Испании, Турции и Сербии. Полузащитник попадал и в расширенный список основной сборной, однако пока дебютировать в её составе так и не сумел.

## Происшествия
Осенью 2013 года Лестьенн был отлучен от молодёжной сборной Бельгии на 6 месяцев за секс перед матчем.
В конце 2015 года Лестьенн со своим партнером по ПСВ Йеруном Зутом устроили драку перед ночным клубом. Прибывшие по вызову полицейские пытались задержать футболиста, но Лестьенн оказал сопротивление и был доставлен в участок.
Весной 2017 года ветераны «Рубина» подняли вопрос о переводе Лестьенна и его партнёра по команде Алекса Сонга в дубль клуба в качестве воспитательной меры. Одной из претензий к Лестьенну являлось его поведение вне поля. На одной из тренировок он появился с сильным запахом спиртного. В итоге футболистам сделали последнее предупреждение.

## Достижения
«Брюгге»
- Вице-чемпион Бельгии: 2011/12

ПСВ
- Чемпион Нидерландов: 2015/16
- Обладатель Суперкубка Нидерландов: 2015

«Лайон Сити Сейлорс»
- Чемпион Сингапура: 2024/25[англ.]
- Обладатель Кубка Сингапура: 2023[англ.]
- Обладатель Суперкубка Сингапура (2): 2022, 2024